# Белградски мирен договор (1739)
Договорът от Белград слага край на войната от 1735 – 1739 г. между Руската и Османската империи. Той е подписан на 18 (29) септември 1739 г. в Белград. 
Договорът е сключен след близо двегодишни безрезултатни преговори в Немиров между Руската империя и Свещената Римска империя от една страна и Османската империя – от друга.
В резултат на кампанията през август и септември 1739 г. на руските войски под командването на фелдмаршал Мюних, и последвалото поражение от османската армия, са окупирани Хотин и Яш, което прави османската дипломация по-отстъпчива. Междувременно Свещената Римска империя е тотално разбита от еничарите в западните български земи, което я принуждава на сепаративен мир, по силата на който отстъпва всичките си придобивки от Високата порта, получени въз основа на клаузите от предходния Пожаревацки договор, т.е. Османската империя си възвръща Мала Влахия, Смедеревския санджак с Белград и Северна Босна. Русия притисната от отпочналата междувременно реваншистка шведска военна кампания срещу нея, се съгласява на мирните условия от Белград, и до последвалия договор от Кючук Кайнарджа няма сигурен de jure излаз на Черно море. За сметка на това, Османската империя гарантира хаджилъка на православните поклонници в Светите земи.
Мирните преговори и договор между воюващите страни са сключени при посредничеството на посланика на френския крал при Портата – Луи Вилньов, в контекста на двувековния френско-османски алианс.
Белградският мирен договор е последния крупен международен и дипломатически успех на османската дипломация с еничарския корпус. Високата порта успява да си възвърне целокупното владение на Балканите за последно преди събитията от известното кърджалийско време, и да закрепи съществуващото положение във времето на европейското просвещение.
Мястото на сключване на договора е символно в контекста на превзетия от Сюлейман Велики – Белград, което датира в края на август 1521 г.